# Alef
| ʾĀleph                | ʾĀleph                | ʾĀleph                | ʾĀleph                | ʾĀleph   |
| --------------------- | --------------------- | --------------------- | --------------------- | -------- |
| Arabisk               | Syrisk                | Hebraisk              | Aramæisk              | Fønikisk |
| arabisk: ﺍ            | ܐ                     | א                     | ʾĀleph                | ʾĀleph   |
| Udtale (IPA):         | Udtale (IPA):         | Udtale (IPA):         | Udtale (IPA):         | ʔ        |
| Position i alfabetet: | Position i alfabetet: | Position i alfabetet: | Position i alfabetet: | 1        |
| Gematria/Abjad værdi: | Gematria/Abjad værdi: | Gematria/Abjad værdi: | Gematria/Abjad værdi: | 1        |

ʾĀlep er det rekonstruerede navn for det første bogstav i det proto-kanaaitiske alfabet, som videreførtes i de Semitiske alfabeter som fønikisk aleph ,  syrisk 'Ālaph ܐ, hebraisk aleph, א, og arabisk Alif (ʾalif arabisk: ﺍ).
Alef udtrykte oprindeligt et glottalt lukke (IPA [ʔ]), som regel translittereret som ʾ, et symbol baseret på det græske spiritus lenis ʼ, for eksempel i translitterationen af bogstavet selv, ʾāleph.
Det fønikiske bogstav gav anledning til det græske græske alfa (Α), hvor det "genfortolkedes" til at udtrykke  den ledsagende vokal, og dermed det latinske A og det kyrilliske А. 

## Oprindelse
Det menes at Alef er afledt af det vest-semitiske tegn for "okse", og at formen af bogstavet er afledt fra en proto-sinaitisk glyph baseret på en hieroglyf der viser en okses hoved, 
| F1 |

I modene hebraisk betyder "aluf" tamdyr, som en tyr eller et får. I moderne arabisk betyder "aleef" bogstaveligt "tæmmet".

## Alef i matematik, historie og litteratur
Dette begreb findes i de ældste civilisationer, men også i den mest avancerede matematik. Argentineren Jorge Luis Borges gjorde det til temaet for én af sine bedste og mest forbavsende noveller, som simpelthen hedder Alef. 
Ordet er også navnet på det første bogstav i de semitiske alfabeter, og det er derfra blevet det første i visse hellige sprog. I kabbalaen henviser det til en-soph, centrum for total viden, som er det punkt, hvor sindet kan opfatte helheden af alle fænomener, deres årsager og deres betydning. 
Punktet bag evigheden er det yderste punkt, som nævnes i det 2. surrealistiske manifest, det er Teilhard de Chardins Omega-punkt, og det er opfyldelsen af alkymisternes store arbejde. Borges udnyttede kabbalistiske og alkymistiske kilder så vel som muslimske legender. Tanken er: det, der ligger bagved grænsen. 
De vigtigste og mest bemærkelsesværdige resultater på dette område blev opnået af matematikeren Georg Ferdinand Ludwig Philipp Cantor. Han viser, at der er flere end et uendeligt antal af punkter i et udsnit, nemlig antallet alef, som er lig med alle sine elementer, hvor hvert element er lig med helheden. Tallet alef ganget med et vilkårligt tal vil altid blive alef. Der er ikke tilstrækkeligt mange genstande i universet til, at man ville nå antallet alef, hvis man talte dem. På den måde evner den menneskelige forstand at række ud over universets grænser og danne begreber, som universet ikke kan opfylde. Dette er ideen om et transfinit punkt, hvorfra man kan opleve hele universet, Guds sted, så at sige.
"Jeg lukkede mine øjne, og så åbnede jeg dem. Da var det, at jeg så Aleffen. Alle sprog er alfabeter af symboler, og brugen af dem forudsætter en erfaring, der deles af begge sider; men hvordan kan jeg bibringe andre den uendelige Alef? En perser taler om en fugl, som på en måde er alle fugle; Alanus de Insulis taler om en kugle, hvis centrum er alle vegne og hvis yderside er intet sted. Det er umuligt bare tilnærmelsesvis at optælle et uendeligt antal ting. I det gigantiske øjeblik så jeg millioner af handlinger; men ingen af dem forbavsede mig så meget som den kendsgerning, at de alle befandt sig i samme punkt uden at ligge oven på hinanden eller være gennemsigtige. Hvad mine øjne så, var samtidigt; min omskrivning af det er lineær, for sådan må sproget være. Aleffens diameter må have været ca. to til tre tommer (5-7,5 cm), men hele det kosmiske rum var inden i den, uformindsket. Jeg så hvert bogstav på hver en side på samme tid; jeg så jordkloden mellem to spejle, som mangedoblede den til uendelighed; jeg så jordens myrer; jeg så forbindelsen mellem kærligheden og transformationen i døden; jeg så Aleffen fra alle punkter."

Citat fra Jorge Luis Borges: Alef, offentliggjort i "Les temps modernes", 1957.